# Phalonidia curvistrigana
Phalonidia curvistrigana es una especie de polilla del género Phalonidia, categorizada en la tribu Cochylini, de la subfamilia Tortricinae.

## Distribución
Se distribuye por Europa: Reino Unido, Inglaterra.

## Taxonomía
Fue descrita por Stainton en 1859.
Tratamiento taxonómico
La especie aparece registrada y publicada en Man. Br. Butterflies Moths 2: 272.